# Żaneta
Żanetaⓘ – imię żeńskie pochodzenia francuskiego, spolszczona forma imienia Jeanette (zdrobnienia od Jeanne, pol. Janina lub Joanna).
W styczniu 2024 w rejestrze PESEL, wśród publicznie dostępnych danych, wykazano 27106 kobiet o imieniu Żaneta nadanym jako imię pierwsze oraz 6568 kobiet noszących imię Żaneta jako imię drugie. Dla porównania, najczęściej nadane jako żeńskie imię pierwsze – Anna, nosi 1072616 osób.
Żaneta imieniny obchodzi 4 lutego, 30 maja, 27 listopada, 27 grudnia.

## Kobiety o imieniu Żaneta
- Jeanette Biedermann – niemiecka piosenkarka popowa
- Jeanette Dimech – hiszpańska piosenkarka
- Żaneta Glanc – polska lekkoatletka
- Janet Frame – nowozelandzka pisarka
- Janet Jackson – piosenkarka, siostra Michaela Jacksona
- Žaneta Jaunzeme-Grende – łotewska polityk i działaczka społeczna
- Janis Joplin – amerykańska wokalistka rockowa
- Janet Leigh – amerykańska aktorka
- Jennette McCurdy – amerykańska aktorka i piosenkarka
- Żaneta Nalewajk – doktor nauk humanistycznych, krytyczka literacka
- Janet Norton – matka Jacqueline Kennedy Onassis
- Żaneta Polkowska – polska profesor chemii
- Jeanette Winterson – pisarka amerykańska.

## Postaci fikcyjne o imieniu Żaneta
- Żaneta Kopeć – bohaterka serialu Na Wspólnej
- Żaneta – postać z bajek i filmów Alvin i wiewiórki.